# Erzbistum Maceió

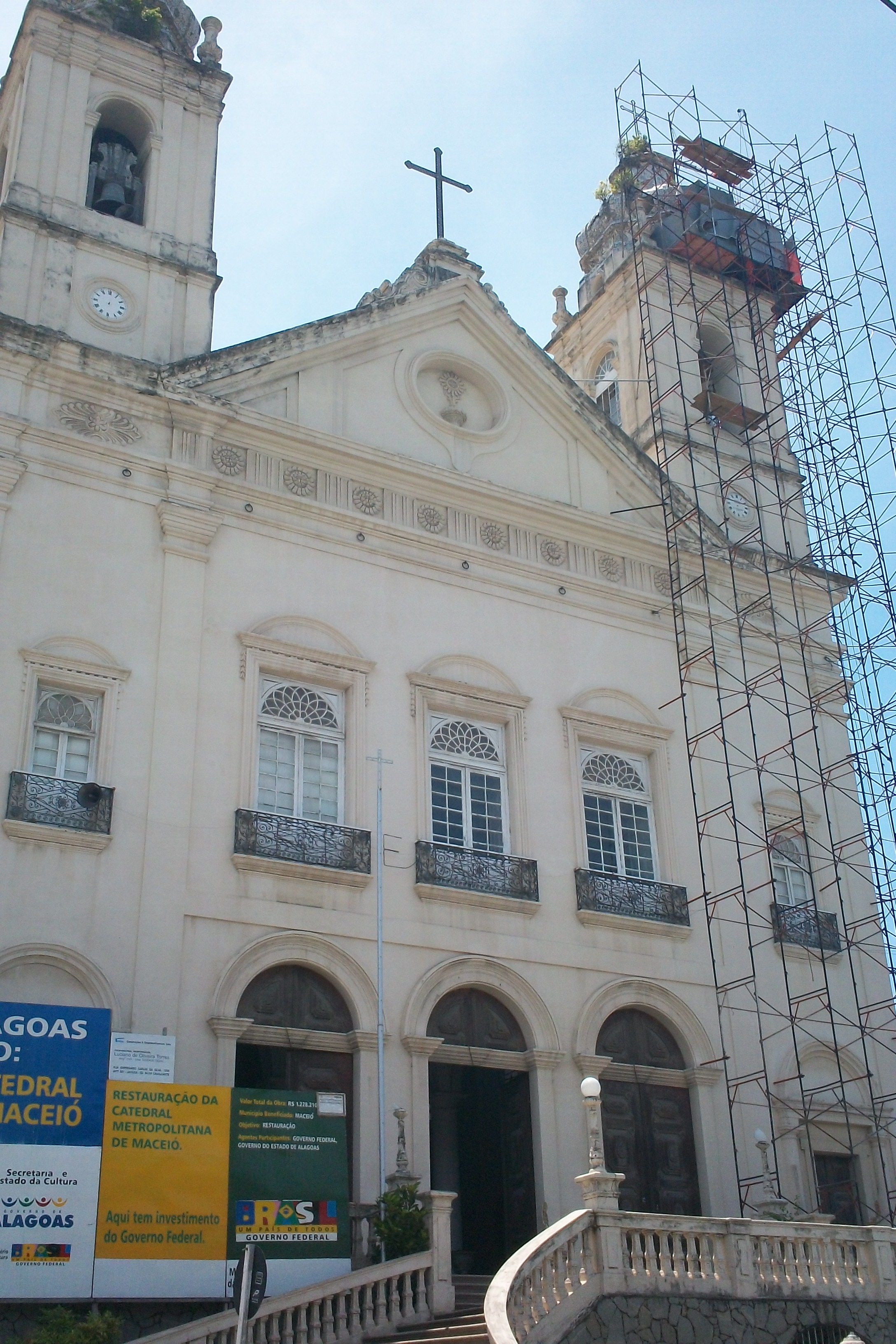
Kathedrale von Maceió

Das Erzbistum Maceió (lat.: Archidioecesis Maceiensis) ist eine in Brasilien gelegene römisch-katholische Erzdiözese mit Sitz in Maceió im Bundesstaat Alagoas.

## Geschichte
Das Erzbistum Maceió wurde am 2. Juli 1900 durch Papst Leo XIII. mit der Päpstlichen Bulle Postremis hisce temporibus aus Gebietsabtretungen des Bistums Olinda als Bistum Alagoas errichtet und dem Erzbistum São Salvador da Bahia als Suffraganbistum unterstellt. Das Bistum Alagoas wurde am 5. Dezember 1910 dem Erzbistum Olinda als Suffraganbistum unterstellt. Am 3. April 1916 gab das Bistum Alagoas Teile seines Territoriums zur Gründung des Bistums Penedo ab. Das Bistum Alagoas änderte am 25. August 1917 seinen Namen in Bistum Maceió.
Am 13. Februar 1920 wurde das Bistum Maceió zum Erzbistum erhoben. Das Erzbistum Maceió gab am 10. Februar 1962 Teile seines Territoriums zur Gründung des Bistums Palmeira dos Índios ab.

## Bischöfe

### Bischöfe von Alagoas
- Antônio Manoel de Castilho Brandão, 1901–1910
- Manuel Antônio de Oliveira Lopes, 1910–1917

### Bischöfe von Maceió
- Manuel Antônio de Oliveira Lopes, 1917–1920

### Erzbischöfe von Maceió
- Manuel Antônio de Oliveira Lopes, 1920–1922
- Santino Maria da Silva Coutinho, 1923–1939
- Ranulfo da Silva Farias, 1939–1963
- Adelmo Cavalcante Machado, 1963–1976
- Miguel Fenelon Câmara Filho, 1976–1984, dann Erzbischof von Teresina
- José Lamartine Soares, 1985
- Edvaldo Gonçalves Amaral SDB, 1985–2002
- José Carlos Melo CM, 2002–2006
- Antônio Muniz Fernandes OCarm, 2006–2024
- Carlos Alberto Breis Pereira OFM, seit 2024